# ヴィクトル・レアンドロ・バジ
ヴィクトル・レアンドロ・バジ（Victor Leandro Bagy、1983年1月21日 - ）は、ブラジル出身の元サッカー選手。元ブラジル代表。現役時代のポジションはゴールキーパー。
『ビクトル・レアンドロ・バギー』と表記されることもある。

## 経歴

### クラブ
2012年にアトレチコ・ミネイロへ移籍した。

### 代表
2010年にブラジル代表デビュー。2014 FIFAワールドカップのメンバーにも選出された。2013年までに通算6試合の親善試合に出場した。

## 代表歴

### 出場大会
- ブラジル代表
  - 2009年 - FIFAコンフェデレーションズカップ2009 (優勝)
  - 2011年 - コパ・アメリカ2011 (ベスト8)
  - 2014年 - 2014 FIFAワールドカップ (ベスト4)

### 試合数
- 国際Aマッチ 6試合 0得点（2010年-2013年）[1]

| ブラジル代表 | 国際Aマッチ | 国際Aマッチ |
| 年           | 出場        | 得点        |
| ------------ | ----------- | ----------- |
| 2010         | 4           | 0           |
| 2011         | 1           | 0           |
| 2012         | 0           | 0           |
| 2013         | 1           | 0           |
| 通算         | 6           | 0           |